# Manuel Ossa Covarrubias
Manuel Ossa Covarrubias (Santiago, 1878 - 10 de marzo de 1969). Ingeniero y político conservador chileno. Hijo de Recaredo Ossa Ossa y Sara Covarrubias Ortúzar. Contrajo matrimonio con Ana Undurraga García-Huidobro.

## Actividades profesionales
Educado en el Colegio de los Sagrados Corazones de Santiago, en el Instituto Nacional y en el Colegio San Ignacio. Cursó Ingeniería civil en la Facultad de Ciencias Físicas y Matemáticas en la Universidad de Chile, titulándose el 11 de junio de 1900. Se especializó en universidades alemanas. Su tesis versó sobre los “Servicios de Alcantarillado y agua potable de la ciudad de Concepción”.
Fue secretario general de la Dirección de Obras Públicas e ingeniero de la comisión de estudios del alcantarillado de Santiago. 
Consejero del Banco Hipotecario de Chile y vicepresidente de la Sociedad Cristalería de Chile. Fue además, presidente de la Compañía Manufacturera de Papeles y Cartones, integrando el primero directorio en 1920.
Se dedicó también a la explotación agrícola en el fundo Santa Rosa, en Cachapoal, especialmente en producción de vinos y cereales. Fue profesor de matemáticas de la Pontificia Universidad Católica.

## Actividades Políticas
Militante del Partido Conservador. Fue elegido Senador por la 5ª agrupación provincial de O'Higgins y Colchagua (1937-1945). Integró las comisiones de Minería y Fomento Industrial, la de Agricultura y Colonización y la de Obras Públicas.

## Otras Actividades
Socio fundador del Instituto de Ingenieros de Chile, miembro vitalicio y director de la misma organización entre 1904 y 1935. Socio honorario del Club de La Unión.